# 阜南站
阜南站，位于中华人民共和国安徽省阜阳市阜南县，是京九铁路上的火车站，建于1996年，由上海铁路局阜阳北直属站管辖。车站在多次春运期间停办客运业务。

## 車站周邊
- 阜南县质量技术监督局
- 前贾小学
- 阜南西城医院
- 阜南县水利局
- 汉庭酒店阜南店

## 歷史
- 建于1996年。

## 外部連結
- 中国铁路客户服务中心 （页面存档备份，存于）